# 街の達人
街の達人（まちのたつじん）は、大手出版社昭文社が発行する地図のブランドである。

## 概要
「県別マップル」及び「スーパーマップル」及び「シティマップル」の発展版。全てSiMAPを採用し、地名の文字を大型化すると共に、コンビニエンスストア・ガソリンスタンド・大型スーパーマーケットなどについて、商標法に基づく使用許諾を得た上でブランドロゴをそのまま地図上に記載している。また県別マップルに無い特徴として、24時間営業の店も掲載。

## 主な発行地区・題名
※ 県別マップルとは異なり、本図の収録地域は（県別マップルより）狭く、かつ発行は全都道府県版ではない（主に政令指定都市圏中心）。
- 札幌便利情報地図
- 仙台宮城県便利情報地図（2012年版～2015年版は「震災対応版」として発行）
- 栃木便利情報地図
- 茨城便利情報地図
- 群馬便利情報地図
- 首都圏便利情報地図
- 千葉便利情報地図
- 埼玉便利情報地図
- 全東京便利情報地図
- 東京23区便利情報地図
- 東京多摩便利情報地図
- 全神奈川便利情報地図
- 横浜･川崎便利情報地図
- 新潟便利情報地図（2008年4月以降の発行版ではページ数を前作までより増やし、収録地域を県内全域に拡大）
- 長野便利情報地図
- 静岡便利情報地図
- 浜松便利情報地図
- 名古屋便利情報地図
- 金沢便利情報地図
- 京阪神便利情報地図
- 京都 大津便利情報地図
- 大阪便利情報地図
- 神戸便利情報地図
- 広島県便利情報地図
- 福岡便利情報地図
- 北九州 下関便利情報地図